# Хванчкара (вино)
«Хванчкара́» (груз. ხვანჭკარა) — природно-полусладкое грузинское красное вино из винограда сортов Александроули и Муджуретули, выращенного в окрестностях села Хванчкара, которое расположено в Амбролаурском районе региона Рача—Лечхуми. До Октябрьской революции именовалось Кипиановским («кипиани»). Послужило прообразом остальных природно-полусладких вин Грузии (вроде кахетинского «Киндзмараули»). Рекомендуется подавать к десертам и фруктам.

## История
По утверждению профессора Н. А. Мехузлы, начало производству этого вина было положено в 1870-е годы князьями Леваном и Дмитрием Кипиани. Виноград выращивался ими на двух склонах горы возле селения Хванчкара. Вино получило название по фамилии создателей Кипиани и в 1907 году завоевало награду на международной выставке в Бельгии. Подобные полусладкие вина вырабатывались в Грузии с древних времен.
С 1932 года вино выпускается под маркой «Хванчкара». Удаление княжеской фамилии из названия и возобновление производства вина принято связывать с инициативой Генерального секретаря ЦК ВКП(б) И. В. Сталина. В СССР вино было одним из самых востребованных, на этикетках ставился № 20. В постсоветский период границы винодельческой микрозоны «Хванчкары» были установлены существенно шире, чем место, где находились виноградники Кипиани.

## Характеристика и производство
Цвет тёмно-рубиновый. Профессор Мехузла определяет его цвет как «сочный гранатовый с фиолетовыми тонами». Аромат: малина, горная фиалка, темно-красная бархатная роза. Букет сильно развитый, вкус гармоничный, с тонами малины, бархатистый, послевкусие долгое. Кондиции вина: спирт 10,5—12 %, сахар 3—5 %, титруемая кислотность 6—7 г/л. Виноград собирают при сахаристости не ниже 22 %, дробят с гребнеотделением. Виноматериалы готовят сбраживанием сусла на мезге с плавающей или погруженной «шапкой» при температуре 28—32 °С до содержания сахара 5—7 г/л с последующим охлаждением до 2—3 °С..
Рача-лечхумская технология производства природно-полусладких вин предполагает прерывание брожения виноградного сусла. Виноград у южного подножья Главного Кавказского хребта собирают в конце октября — ноябре, к этому времени здесь устанавливается холодная погода при коротком световом дне, случаются ночные заморозки. Виноградный сок в таких условиях бродит медленно, а зимой процесс останавливается до марта. Из-за низких температур в предгорьях Большого Кавказа, где расположена Рача, насыщенный сахаром виноград сбраживается не полностью, и в вине есть остаточный сахар. Природно-полусладкие вина не предназначены для длительного хранения и должны потребляться молодыми. 
В советское время полусладкие вина пастеризовались (нагревались до 65 °С в течение 15—20 минут), что приводило к искажению природного аромата, утрате части органолептических свойств, появлению лёгкой шипучести (следствие выделения углекислого газа). Хотя техника горячего розлива по бутылкам до сих пор широко применяется, наиболее ответственные производители используют технологию холодного розлива с применением мембранной фильтрации.

## Правовые аспекты
В январе 2012 года правительство Грузии добилось признания права на бренд «Хванчкара». Законом Грузии «О контролируемых регионах происхождения вин» от 2010 года название Хванчкара включено в список апелласьонов Грузии и не может быть использовано производителями вина за пределами определённого географического региона.